# Cerkiew św. Jerzego w Kairze
Cerkiew św. Jerzego – prawosławna cerkiew w Kairze, w jurysdykcji prawosławnego Patriarchatu Aleksandryjskiego. Funkcjonuje przy niej jedna z rezydencji prawosławnego patriarchy Aleksandrii, zaś w jej podziemiach znajdują się nagrobki kolejnych patriarchów. Położona w koptyjskiej części Starego Kairu.

## Historia
Pierwsza chrześcijańska świątynia została wzniesiona na miejscu obecnie istniejącej (XXI w.) cerkwi na miejscu baszty rzymskiego fortu (z tego wynika jej nietypowe rozplanowanie na planie centralnym), według różnych źródeł w 530 lub w 684. Świątynia została niemal całkowicie zniszczona w pożarze na początku XX w., jednak została odbudowana, by służyć jako jedna ze świątyń (drugą była cerkiew Zaśnięcia Matki Bożej) nowo utworzonego klasztoru żeńskiego w jurysdykcji Patriarchatu Aleksandrii. Funkcjonował on do połowy XX wieku, gdy większość Greków, wiernych Patriarchatu, wyjechała z Egiptu.
Obecnie (XXI w.) w dawnym monasterze znajduje się jedna z rezydencji patriarchy Aleksandrii, cerkiew zaś jest czynna. W jej wnętrzu znajduje się ikona patronalna w srebrnej koszulce, uważana przez wiernych za cudotwórczą, popiersie patrona świątyni autorstwa Borisa Froedmana-Klüzla oraz kajdany, które według Cerkwi nosił święty Jerzy, gdy był więziony. W podziemiach cerkwi znajdują się kaplice oraz nagrobki prawosławnych patriarchów aleksandryjskich. W 2009 na dzwonnicy świątyni zawieszono siedem dzwonów ufundowanych przez Wydział Zewnętrznych Stosunków Cerkiewnych Patriarchatu Moskiewskiego. W tym samym roku świątynię odwiedził patriarcha moskiewski i całej Rusi Cyryl.